# Мекензієві Гори
Меке́нзієві го́ри — проміжна залізнична станція 1-го класу Кримської дирекції Придніпровської залізниці на лінії Джанкой — Севастополь між зупинними пунктами 1519 км (2 км) та 1529 км (8 км).
Розташована в однойменному районі на півночі Нахімовського району Севастопольської міської ради. Відстань до станції Острякове — 78 км, до станції Інкерман I — 11 км.
Від станції відгалужуються лінія інкерманського напрямку та залізнична гілка, якою вантажі доставляються на північний бік Севастополя.

## Історія
Станція відкрита у 1891 році під час будівництва Лозово-Севастопольської залізниці.

## Пасажирське сполучення
На станції зупиняються приміські електропоїзди сполученням Севастополь — Сімферополь / Євпаторія.